# Timonius oblanceolatus
Timonius oblanceolatus är en måreväxtart som beskrevs av Theodoric Valeton. Timonius oblanceolatus ingår i släktet Timonius och familjen måreväxter. Inga underarter finns listade i Catalogue of Life.